# Badminton-Asienmeisterschaft 1976
Die Badminton-Asienmeisterschaft 1976 fand vom 30. Oktober bis zum 7. November in Hyderabad, Indien, statt. Offiziell waren es die fünften Titelkämpfe der Asian Badminton Confederation. Vom 30. Oktober bis zum 2. November wurde der Teamwettbewerb ausgetragen, gefolgt vom Einzelwettbewerb, welcher bis zum 7. November andauerte. Teamsieger wurde Indonesien, welches China im Finale mit 3:2 bezwang. Auch das Spiel um Platz 3 zwischen Japan und Malaysia endete 3:2. Die Meisterschaften sind nicht zu verwechseln mit den First Asian Invitational Badminton Championships, welche im März desselben Jahres in Bangkok stattfanden. Dort gewann Iie Sumirat die Herreneinzelkonkurrenz im Finale gegen Hou Jiachang mit 12:15, 15:8 und 18:15. Zuvor hatte er bereits Tang Xianhu im Halbfinale mit 15:9, 12:15 und 15:6 ausgeschaltet.

## Medaillengewinner
| Disziplin    | Gold                                                        | Silber                                                              | Bronze                                                           |
| ------------ | ----------------------------------------------------------- | ------------------------------------------------------------------- | ---------------------------------------------------------------- |
| Herreneinzel | Hou Jiachang                                                | Liem Swie King                                                      | Luan Jin                                                         |
| Herreneinzel | Hou Jiachang                                                | Liem Swie King                                                      | Prakash Padukone                                                 |
| Dameneinzel  | Liang Qiuxia                                                | Liu Xia                                                             | Li Fang                                                          |
| Dameneinzel  | Liang Qiuxia                                                | Liu Xia                                                             | Saori Kondo                                                      |
| Herrendoppel | Tjun Tjun Ade Chandra                                       | Yao Ximing Sun Zhian                                                | Jiamsak Panitchaikul Surapong Suharitdamrong                     |
| Herrendoppel | Tjun Tjun Ade Chandra                                       | Yao Ximing Sun Zhian                                                | Shoichi Toganoo Nobutaka Ikeda                                   |
| Damendoppel  | Theresia Widiastuti Regina Masli                            | Liang Qiuxia He Cuiling                                             | Liu Xia Zhang Ailing                                             |
| Damendoppel  | Theresia Widiastuti Regina Masli                            | Liang Qiuxia He Cuiling                                             | Verawaty Holly Tanjung                                           |
| Mixed        | Fang Kaixiang He Cuiling                                    | Shoichi Toganoo Etsuko Toganoo                                      | Sun Zhian Li Fang                                                |
| Mixed        | Fang Kaixiang He Cuiling                                    | Shoichi Toganoo Etsuko Toganoo                                      | Masao Tsuchida Mika Ikeda                                        |
| Herrenteam   | Indonesien Liem Swie King Tjun Tjun Ade Chandra Iie Sumirat | Volksrepublik China Luan Jin Fang Kaixiang Sun Zhian Chen Tianxiang | Japan Shoichi Toganoo Kinji Zeniya Masao Tsuchida Yoshitaka Iino |

## Finalresultate
| Disziplin    | Sieger                           | Finalist                       | Ergebnis           |
| ------------ | -------------------------------- | ------------------------------ | ------------------ |
| Herreneinzel | Hou Jiachang                     | Liem Swie King                 | 17–16, 15–9        |
| Dameneinzel  | Liang Qiuxia                     | Liu Xia                        | 11–6, 11–6         |
| Herrendoppel | Ade Chandra Tjun Tjun            | Yao Ximing Sun Zhian           | w.o.               |
| Damendoppel  | Regina Masli Theresia Widiastuti | He Cuiling Liang Qiuxia        | 13–18, 18–17, 15–6 |
| Mixed        | Fang Kaixiang He Cuiling         | Shoichi Toganoo Etsuko Toganoo | 15–12, 15–12       |

## Medaillenspiegel
| Rang   | Land                | Gold | Silber | Bronze | Gesamt |
| ------ | ------------------- | ---- | ------ | ------ | ------ |
| 1      | Volksrepublik China | 3    | 4      | 4      | 11     |
| 2      | Indonesien          | 3    | 1      | 1      | 5      |
| 3      | Japan               | 0    | 1      | 4      | 5      |
| 4      | Indien              | 0    | 0      | 1      | 1      |
|        | Thailand            | 0    | 0      | 1      | 1      |
| Gesamt | Gesamt              | 6    | 6      | 11     | 23     |